# Церковь Кристо-де-Ла-Лагуна
Церковь Кристо-де-Ла-Лагуна или Королевский Храм Кристо-де-Ла-Лагуна (исп. Real Santuario de Santísimo Cristo de La Laguna) — католическая церковь , находящаяся в городе Сан-Кристобаль-де-Ла-Лагуна на острове Тенерифе, Канарские острова, Испания. Церковь является одним из главных мест католического паломничества на архипелаге Канарские острова. В храме находится считающееся чудотворным Распятие Кристо-де-Ла-Лагуна, которое является символом города Ла-Лагуна и почитается среди католиков Канарских островов. Церковь является частью францисканского монастыря Сан-Мигель-де-лас-Викториас, который внесён в список культурно-архитектурных памятников местного значения.

## История
Церковь стала строиться по указу конкистадора Алонсо Фернандес-де-Луго в феврале-марте 1506 года как часть нового францисканского монастыря. Строительство церкви было завершено в 1580 году. После того, как в храме в 1520 году выставили Распятие Кристо-де-Ла-Лагуна, он стал центром паломничества. Распятие Кристо-де-Ла-Лагуна в настоящее время находится на главном алтаре, происходящим из Фландрии и украшенном скульптурами из золота и серебра XVI века.
Первоначальная церковь имела три нефа и несколько боковых часовен, но после пожара в ночь на 28 ноября 1810 года храм был перестроен. В настоящее время церковь имеет один неф. 19 декабря 1906 года испанский король Альфонсо XIII во время своего визита на остров даровал храму титул «королевский».
Святой Престол даровал совершающим паломничество в храм Кристо-де-Ла-Лагуна получать индульгенцию, равную при посещении Латеранской базилики в Риме.
С 2014 в храме находится точная копия Туринской плащаницы, которая является одной из двух точных копий в Испании. Считается, что эта реплика является самой точной копией в мире настоящей Плащаницы.

## Галерея
- Внутри храма
- Главный алтарь
- Распятие Кристо-де-Ла-Лагуна
- Точная копия Туринской плащаницы